# José Maria Rodrigues
José Maria Rodrigues (Lugar de Gondim, Valença do Minho, 27 de junho de 1857 — Lisboa, 20 de janeiro de 1942) foi um teólogo e escritor português. Professor da Faculdade de Letras da Universidade de Lisboa, dedicou grande parte da sua vida à aspiração de tornar a epopeia camoniana a base da educação nacional. Foi sócio da Academia de Ciências de Lisboa e da Academia Brasileira de Letras.

## Biografia
José Maria Rodrigues nasceu em Gondim, Valença do Minho, filho de um casal de lavradores, sendo aparentado (talvez sobrinho-neto) com Frei Joaquim de Santa Rosa de Viterbo. Depois de ter feito a instrução primária sob a direcção de um cónego local, que o iniciou no estudo das humanidades, ingressou no Seminário de Braga, onde concluiu os estudos teológicos.
Após a conclusão dos estudos no Seminário, concluiu os estudos preparatórios e ingressou em 1878, com 21 anos de idade, no curso de Direito da Universidade de Coimbra. Concluídos os três primeiros anos do curso, em 1881 matriculou-se no curso de Teologia, licenciando-se em 1886. Na Universidade de Coimbra desenvolveu os seus conhecimentos de latim, grego clássico e de hebraico, fazendo dele um derradeiro representante da preclara tradição renascentista dos filólogos trilingues. 
Enquanto aluno da Universidade de Coimbra destacou-se pela sua verve de polemista, participando activamente em 1883 na chamada Questão da Sebenta, tendo como opositor Camilo Castelo Branco, e depois na polémica entre a Faculdade de Teologia e o Bispo-Conde D. Manuel de Bastos Pina.
Concluída a licenciatura em Teologia e ordenado presbítero, doutorou-se em 1888, com uma tese intitulada Pensamento e Movimento. Nesse mesmo ano foi nomeado lente substituto, passando a reger a partir de 1890 a cadeira de Hebraico. Para além das funções docentes foi nomeado capelão da Capela da Universidade, secretário da Faculdade de Teologia e bibliotecário efectivo da Biblioteca da Universidade.
Empenhado na política educativa da época, interrompeu em 1894 a docência universitária em Coimbra para colaborar na reforma do ensino secundário liderada por Jaime Moniz, assumindo entre 1895 e 1902 o cargo de reitor do Liceu do Carmo, de Lisboa. Nesse período foi também preceptor dos príncipes, trabalhando activamente na Casa Real Portuguesa.
Em 1902 foi nomeado professor do Curso Superior de Letras, instituição que em 1911, após a implantação da República Portuguesa, foi transformada na Faculdade de Letras da Universidade de Lisboa, onde passou a leccionar Filologia Clássica, cargo que manteve até ao fim da sua vida. Dotado de invulgares dotes pedagógicos, ensinou as diversas cadeiras de filologia clássica, a cadeira de Estudos Camonianos, que iniciou como curso livre sobre os Lusíadas, e Literatura Nacional e Línguas e Literaturas Alemã e Inglesa.
Manteve durante toda a sua vida a veia de polemista que demonstrou ter nos seus tempos de estudante em Coimbra, travando uma viva polémica com Epifânio Dias sobre a obra de Luís de Camões e trocado argumentos sobre temas como a relação de Luís de Camões com a Infanta D. Maria ou a descrição da dupla rota seguida por Vasco da Gama nos Lusíadas, tendo nesta última como opositores o almirante Gago Coutinho e Alfredo Pimenta.
Em Abril de 1922 a Universidade de Coimbra fê-lo doutor honoris causa em Filologia Românica. Para além do seu interesse pela história, filosofia e pedagogia, foi como filólogo que se distinguiu. Dirigiu o Centro de Estudos Filológicos da Universidade de Lisboa, foi sócio da Academia de Ciências de Lisboa e sócio correspondente da Academia Brasileira de Letras e da Real Academia Española de la Lengua, de Madrid. A 24 de maio de 1927, foi agraciado com o grau de Grande-Oficial da Ordem da Instrução e da Benemerência.
Em 1949, a Câmara Municipal de Lisboa homenageou o escritor dando o seu nome a uma rua na freguesia de Alcântara, em Lisboa.
A sua vasta obra centra-se em torno dos estudos camonianos, destacando-se além de duas edições críticas de Os Lusíadas (1921 e 1928) e de uma edição prefaciada e anotada das Líricas (1932, de colaboração com Afonso Lopes Vieira), as seguintes monografias:
- Fontes dos Lusíadas (Coimbra, 1905);
- Camões e a Infanta D. Maria (Coimbra, 1910);
- A tese da Infanta nas líricas de Camões (Coimbra, 1934);
- O Doutor Luciano Pereira da Silva e os estudos camoneanos (Coimbra, 1927);
- Introdução aos autos de Camões (Coimbra, 1931).